# Fotônica
A fotônica (português brasileiro) ou fotónica (português europeu) é a ciência da geração, emissão, transmissão, modulação, processamento, amplificação e detecção da luz. Em particular no espectro visível e infravermelho próximo, mas que também se estende a outras porções do espectro, incluindo o ultravioleta (comprimento de onda de 0,1 a 0,4 µm), infravermelho de onda larga (8 - 12 µm) e infravermelho distante (75 - 150 µm), onde atualmente estão desenvolvendo de maneira ativa os lasers de cascata quântica. A fotônica surge como resultado dos primeiros semicondutores emissores de luz inventados no início da década de 1960 pela General Electric, MIT Lincoln Laboratory, IBM, e RCA e viabilizados na prática por Zhores Alferov e Dmitri Z. Garbuzov e colaboradores que trabalhavam no Instituto Ioffe e quase simultaneamente por Izuo Hayashi e Mort Panish que trabalhavam nos Bell Telephone Laboratories. O termo fotônica enfatiza que os fótons não são apenas partículas nem apenas ondas, mas eles têm propriedades de ambas.

## História da fotônica
A palavra fotônica é derivada da palavra grega "photos" que significa luz; ela apareceu no final da década de 1960 para descrever um campo de pesquisa cujo objetivo era usar a luz para executar funções que tradicionalmente eram executadas pelo domínio da eletrônica, como telecomunicações, processamento de informações, etc.
A fotônica como um campo começou com a invenção do laser em 1960. Outros desenvolvimentos seguintes foram a invenção do laser diodo em 1970, fibras ópticas para transmissão de informação e amplificadores de sinais ópticos. Essas invenções formaram a base da revolução em telecomunicações do final do século XX e criaram a infra-estrutura para a Internet.
Apesar de criado antes, o termo fotônica começou a ser usado comummente na década de 1980, quando a transmissão de dados por fibra óptica começou a ser adotado pelas operadores de redes de telecomunicações. Nessa época, o termo era amplamente usado nos Bell Labs. O seu uso foi confirmado quando a IEEE estabeleceu um periódico usando o termo em seu nome.
Durante o período que culminou no estouro da Bolha da Internet em meados de 2001, a fotônica como um campo focava principalmente em telecomunicações. Porém, ela cobre uma enorme gama de aplicações em ciência e tecnologia, como: manufatura a laser, detecção biológica e química, diagnósticos e terapias médicas, tecnologia para displays e computação óptica.
Varias aplicações não relacionadas a telecomunicação exibem grande crescimento, especialmente após a crise da Bolha da Internet, parcialmente porque muitas companhias estiveram procurando por novas áreas de aplicação. Um maior crescimento da fotônica é esperado se os atuais desenvolvimentos em fotônica de silício forem bem sucedidos.

## Relação com outros campos

### Óptica moderna
A fotônica se relaciona com a óptica quântica, optomecânica, eletro-óptica, optoeletrônica e eletrônica quântica. No entanto, cada área tem conotações ligeiramente diferentes pelas comunidades científicas e governamentais e no mercado. Óptica quântica geralmente conota pesquisa fundamental, enquanto fotônica é usada para pesquisa e desenvolvimento aplicados.
O termo fotônica mais especificamente conota:
- As propriedades de partícula da luz
- O potencial de criar dispositivos de processamento de sinais usando fótons
- A aplicação prática da óptica

O termo optoeletrônica se refere a dispositivos e circuitos que possuem tanto funções elétricas quanto ópticas. O termo eletro-óptica surgiu mais recentemente e se refere especificamente a interações elétrico-ópticas não lineares aplicadas, porém também inclui sensores avançados de imagem tipicamente usados por organizações civis ou governamentais para monitoramento.

### Campos emergentes
A fotônica também se relaciona com a emergente ciência da informação quântica nos casos em que emprega métodos fotônicos. Outros campos emergentes incluem aqueles que integram dispositivos atômicos e fotônicos para aplicações como medição de tempo precisa, navegação e metrologia. E também a polaritônica, que difere da fotônica no fato de que o carregador principal de informação é um polariton, que é uma mistura de fótons e fônons, e opera num intervalo de frequência de 300 giga-hertz a aproximadamente 10 terahertz.

## Aplicações
As aplicações da fotônica são onipresentes. Incluem todas as áreas, do dia-a-dia à mais avançada ciência, como detecção de luz, telecomunicações, processamento de informações, iluminação, metrologia, espectroscopia, holografia, medicina (cirurgia, correção da visão, endoscopia, monitoramento da saúde), tecnologias militares, processamento de materiais a laser, artes visuais, biofotônica, agricultura e robótica.
Assim como as aplicações dos eletrônicos se expandiram dramaticamente desde que o primeiro transistor foi inventado em 1948, novas aplicações da fotônica continuam a surgir. Aplicações economicamente importantes para dispositivos fotônicos de semicondutores incluem armazenamento óptico de dados, telecomunicações por fibra óptica, impressora a laser (baseada em xerografia), visualizadores e bombeamento óptico a lasers de alta potência. As aplicações potenciais da fotônica são virtualmente ilimitadas e incluem: síntese química, diagnóstico médico, comunicação de dados on-chip, defesa com armas a laser e obtenção de energia através da fusão, entre outras aplicações interessantes.
- Equipamentos para o consumidor: Leitor de códigos de barra, impressoras, dispositivos de CD/DVD/Blu-ray, dispositivos de controle remoto
- Telecomunicações: Comunicação por fibra óptica
- Medicina: Correção de visão, cirurgias a laser, endoscopia cirúrgica, remoção de tatuagens, terapias fotônicas[5]
- Manufatura industrial: o uso de lasers para soldar, perfurar, cortar e vários outros métodos de modificação de superfícies
- Construção: Nivelamento a laser, agrimensura a laser, estruturas inteligentes
- Aviação: Giroscópios fotônicos sem partes móveis
- Militares: Sensores de infravermelho, controle e comando, navegação, busca e salvamento, detecção de minas terrestres
- Entretenimento: Shows de laser, arte holográfica
- Processamento de informação
- Metrologia: Medição de tempo e frequências
- Computação fotônica: distribuição de 'clocks' e comunicação entre computadores, placas de circuito impresso, ou entre circuitos optoeletrônicos integrados; no futuro: computação quântica.

## Panorama da pesquisa em fotônica